# طباخ كاستامار
طباخ كاستامار (بالإسبانية: La cocinera de Castamar)‏ هو مسلسل دراما إسباني من بطولة ميشيل جينر، هوغو سيلفا، ماكسي إجليسياس، مونيكا لوبيز ومارينا غاتيل، عرض في الفترة من فبراير حتى مايو 2021.

## روابط خارجية
طباخ كاستامار على موقع IMDb (الإنجليزية)
- طباخ كاستامار على موقع روتن توميتوز (الإنجليزية)
- طباخ كاستامار على موقع نتفليكس (الإنجليزية)
- طباخ كاستامار على موقع فيلمافينيتي (الإسبانية)
- طباخ كاستامار على موقع كينوبويسك (الروسية)
- طباخ كاستامار على موقع ألو سيني (الفرنسية)
- طباخ كاستامار على موقع قاعدة بيانات الفيلم (الإنجليزية)